# Franz Augsberger
Franz Xaver Josef Maria Augsberger (Wenen, 10 oktober 1905 - Neustadt in Oberschlesien, 19 maart 1945) was een Oostenrijkse officier en SS-Brigadeführer (brigadegeneraal) en Generalmajor in de Waffen-SS tijdens de Tweede Wereldoorlog.

## Leven
Op 10 oktober 1905 werd Frans Augsberger geboren in Wenen. Hij was de zoon van een hôtelier. Augsberger ging naar de Volksschule en Realschule, en volgde aansluitend een jaar een leergang aan de militaire academie. Daarna ging hij hogere technische school in Wenen, en haalde zijn Matura (eindexamen). Daarna volgden studies aan de academie voor Schone Kunsten en de technische hogeschool van Wenen. Uiteindelijk rondde hij zijn beroepsopleiding af met de graad van gediplomeerd ingenieur of architect. Daarna werkte hij voor een korte tijd als zelfstandige architect in Wenen. Later verliet hij Oostenrijk en ging voor 18 maanden naar Noorwegen, waar hij als ingenieur werkte en tegelijkertijd de Noorse taal leerde.

### Interbellum
Vanaf juli 1927 tot oktober 1930 was Augsberger lid van de Steirischer Heimatschutz. Omdat hij daar niet als bijzonder gekwalificeerd werd, verliet hij het Steirischer Heimatschutz in oktober 1930. Een andere bron vermeldt: dat Augsberger de activiteiten van het Steirischer Heimatschutz te langzaam en beperkt vond. Op 30 oktober 1930 sloot Ausberger zich aan bij de NSDAP. Hij werd meteen ook lid van de Sturmabteilung, en diende in SA tot 20 april 1932. Hierna werd hij ook lid van de Allgemeine-SS, en werd als SS-Anwärter (kandidaat lid) ingeschaald. Augsberger diende in het Österreichische Legion vanaf april 1932 tot 30 oktober 1933. Hij was tot augustus 1933 verantwoordelijk voor de nazipropaganda in Wenen. Maar na het verbod op de NSDAP en de Juliputsch, vluchtte Augsberger naar het Derde Rijk. Hij werd gezocht voor wapendiefstal, en werd later onteigend en geëxpatrieerd.
In 1934 ging Ausberger als Gruppenführer (groepsleider) in SS-Hilfswerk in Dachau werken. In februari 1934 volgde zijn bevordering tot SS-Mann. Kort hierna volgde zijn bevordering tot SS-Unterscharführer. Hij werd overgeplaatst van de Allgemeine-SS naar de SS-Verfügungstruppe. En werd op 1 oktober 1934 werd hij bevorderd tot SS-Oberscharführer. Augsberger diende als Zugführer (pelotonscommandant) in het 5./SS-Standarte 1 (wat later het Regiment "Deutschland" werd). Hij werd voorgedragen om de eerste leergang (1. Lehrgang) aan de SS-Junkerschule in Braunschweig te gaan volgen. Augsberger zat in de klas van april 1935. Hij werd op 1 april 1935 bevorderd tot SS-Hauptscharführer. Na zijn examen eind januari 1936, werd hij bevorderd tot SS-Standartenoberjunker. Als Junker deed hij het goed in wapentechniek (Waffentechnik) en verbindingen (Nachrichten). Op 20 april 1936 werd Augsberger (met anciënniteit vanaf 1 juni 1935) bevorderd tot SS-Untersturmführer.
Als SS-Untersturmführer ging hij voor aanvullende training naar het SS-Rasse und Siedlungshauptamt. Op 8 april 1936 trouwde Augsberger met Ilse Peter. Het echtpaar kreeg een dochter. Hij had zijn toekomstige vrouw ontmoet tijdens zijn schoolgang aan de SS-Junkerschule in Braunschweig. Op 1 juli 1936 werd Augsberger bevorderd tot SS-Obersturmführer. Hij keerde terug als leraar aan de SS-Junkerschule in Braunschweig, en gaf instructies in wapens. Op 1 juni 1937 werd Augsberger bevorderd tot SS-Hauptsturmführer.
In 1939 gaf hij als Schulungsleiter  (cursusleider) voor een jaar les aan de SS-Junkerschule in Bad Tölz. Hierna werd hij geselecteerd om te worden overplaatsing naar het SS-Standarte "Der Führer" om als potentielle kandidaat voor SS-adjudant voor de voormalige Rijksminister en Rijksprotector van het Protectoraat Bohemen en Moravië Konstantin von Neurath te mogen dienen. Hij was hiervoor tijdelijk weer teruggeplaatst naar de Allgemeine-SS. Op 1 augustus 1939 werd Augsberger tijdelijk commandant van het II./90 SS-Standarte, en hij werd tegelijk bevorderd tot SS-Sturmbannführer in de Allgemeine-SS. Daarna keerde hij terug naar zijn nog steeds permanente regimentsopdracht van SS-Standarte "Der Führer". Zijn Allgemeine-SS rang van SS-Sturmbannführer werd op 21 maart 1940 gewijzigd in SS-Hauptsturmführer der Waffen-SS.

### Tweede Wereldoorlog
Vanaf 1 september 1939 tot 1 augustus 1940 was Augsberger commandant van het 3./Ersatz Btn/Der Führer. Hij was ook tijdelijk commandant van het gehele SS-Ersatz-Batalion "Der Führer". Dit was vanwege wisseling van commandanten. Op 1 oktober 1940 werd Ausberger overgeplaatst van Der Führer naar de SS-Standarte "Westland", en werd als een compagnieofficier ingezet. Hij volgde onder de SS-Brigadeführer en Generalmajor in de Waffen-SS Felix Steiner meerdere bevelhebbers-opleidingen. Steiner gaf Augsberger excellente evaluaties en aanbevelingen voor zijn bevordering naar SS-Brigadeführer. Hij werd overgeplaatst, en als chef van het III./Nordland ingezet. Augsberger werd gecommandeerd om het commando van het I./SS IR 7 (mot) op zich te nemen. Op 1 december 1941 werd hij bevorderd tot SS-Sturmbannführer in de Waffen-SS. Tot juli 1942 had hij het gehele SS-Infanterie-Regiment 7 (mot.) geleid. Zijn leiding geven op bataljon- en regimentsniveau leidde er naartoe dat SS-Brigadeführer Karl Demelhuber hem voordroeg voor bevordering tot SS-Obersturmbannführer. Op 20 april 1942 werd Augsberger bevorderd tot SS-Obersturmbannführer (met terugwerkende kracht vanaf het begin van april 1942). Voor het leidinggeven op diverse niveaus (bataljon en regiment), werd hij op 30 mei 1942 onderscheiden met het Duitse Kruis in goud.
Hitler autoriseerde in augustus 1942 de oprichting van het Legion Estland  (Legioen Estland). Deze eenheid werd in september 1942 opgesteld als Estnische Freiwilligen-Brigade. Op 20 oktober 1942 nam Augsberger het commando van de brigade op zich. In januari 1944 werd de brigade vergroot tot een divisie, en de benaming werd gewijzigd in 20. Estnische SS-Freiwilligen-Division. Vanaf mei 1944 werd de divisie hernoemd in 20. Waffen-Grenadier-Division der SS (estnische Nr. 1). Tijdens de herbenoeming van de divisie, werd Augsberger op 30 januari 1944 bevorderd tot SS-Oberführer in de Waffen-SS. Een paar maanden later volgde zijn bevorderd tot SS-Brigadeführer en Generalmajor in de Waffen-SS.
Op 8 maart 1945 werd Augsberger onderscheiden met het Ridderkruis van het IJzeren Kruis.
In januari 1945 was de divisie in het gebied rond Oppeln in de zwaarste gevechten verwikkeld. In maart 1945 sneuvelde Augsberger als hij met een van zijn adjudanten, een van de drie Kampfgruppe aanvoerde, in een poging te ontsnappen uit de zak van Oppeln.

## Militaire carrière
Augsberger bekleedde verschillende rangen in zowel de Allgemeine-SS als Waffen-SS. De volgende tabel laat zien dat de bevorderingen niet synchroon liepen.
| Datum                                       | Sturmabteilung | Allgemeine-SS           | Waffen-SS                                        |
| ------------------------------------------- | -------------- | ----------------------- | ------------------------------------------------ |
| 30 oktober 1930                             | SA-Mann        | —                       | —                                                |
| 20 april 1932                               | —              | SS-Anwärter             | —                                                |
| Februari 1934                               | —              | SS-Mann                 | —                                                |
| 20 april 1934                               | —              | SS-Unterscharführer     | —                                                |
| 1 juni 1934                                 | —              | SS-Oberscharführer      | —                                                |
| 1 april 1935                                | —              | SS-Hauptscharführer     | —                                                |
| 30 januari 1936                             | —              | SS-Standartenoberjunker | —                                                |
| 20 april 1936 (met RDA van 1 juni 1935)     | —              | SS-Untersturmführer     | —                                                |
| 1 juli 1936                                 | —              | SS-Obersturmführer      | —                                                |
| 1 juni 1937                                 | —              | SS-Hauptsturmführer     | —                                                |
| 1 augustus 1939                             | —              | SS-Sturmbannführer      | —                                                |
| 21 maart 1940 (met RDA van 1 augustus 1937) | —              | —                       | SS-Hauptsturmführer in de Waffen-SS              |
| 1 december 1941 (met RDA van 1 juni 1939)   | —              | —                       | SS-Sturmbannführer in de Waffen-SS               |
| 20 april 1942 (met RDA van 1 april 1942)    | —              | —                       | SS-Obersturmbannführer in de Waffen-SS           |
| 1 juli 1943 (met RDA van 21 juni 1943)      | —              | —                       | SS-Standartenführer in de Waffen-SS              |
| 30 januari 1944                             | —              | —                       | SS-Oberführer in de Waffen-SS                    |
| 21 juni 1944 (met ingang van 21 juni 1944)  | —              | —                       | SS-Brigadeführer en Generalmajor in de Waffen-SS |

## Lidmaatschapsnummers
- NSDAP-nr.: 360 700[4] (lid geworden 30 oktober 1930[4][6][13][3])
- SS-nr.: 139 528[4] (lid geworden 20 april 1932[4][13][3])

## Onderscheidingen
Selectie:
- Ridderkruis van het IJzeren Kruis op 8 maart 1945[4] als SS-Brigadeführer en Generalmajor in de Waffen-SS en Commandant van het 20. Waffen-Grenadier-Division der SS (estnische Nr. 1)[4][6][13][17][18]
- Duitse Kruis in goud op 30 mei 1942 als SS-Sturmbannführer in het SS-Infanterie-Regiment 7 (gemotoriseerd)/Nord[4][13][17][19]
- IJzeren Kruis 1939, 1e Klasse (15 september 1941[4][8][3]) en 2e Klasse (4 juli 1941[4][8][3])
- Ehrenblattspange des Heeres[3] (nr.6189[3]) op 19 april 1945[4][17]
- Storminsigne van de Infanterie in brons op 15 januari 1942[4][8][3]
- Orde van het Vrijheidskruis (Finland), 2e Klasse met Zwaarden op 30 oktober 1943[4][13][3]
- Hij werd eenmaal genoemd in het Wehrmachtsbericht. Dat gebeurde op:
- 9 maart 1944[4][13][20]